# جيمس بورنس (شخصية أعمال)
جيمس بورنس هو شخصية أعمال كندي، ولد في 1929، وتوفي في 11 فبراير 2019.